# Маркулан, Янина Казимировна
Яни́на Казими́ровна Маркула́н (род. 30 декабря 1920 — 12 мая 1978) — советский киновед и педагог.

## Биография
Янина Маркулан окончила факультет журналистики Латвийского университета (1949) и аспирантуру Государственного института театрального искусства (1959). Выступала в печати по вопросам театра и кино с 1944 года. В 1963—1965 года работала главным редактором первого объединения студии «Ленфильм», с 1965 года — заведующей сектором кино Ленинградского института театра, музыки и кинематографии. С 1949 года вела педагогическую деятельность.
В 1961 году Маркулан вместе с Визмой Белшевицой написала сценарий к фильму «Обманутые» (реж. Ада Неретниеце, Марис Рудзитис). Фильм занял 32-ю строчку в лидерах кинопроката СССР 1961 года (20,5 млн зрителей). Критик Л. Гуров, анализируя фильм в журнале «Искусство кино» (№1, 1962), выразил мнение, что картина «не смогла нанести удар по религиозной идеологии из-за концентрации внимания на мелких побочных конфликтах».

В «Обманутых» поражает ощущение оторванности от жизни, замкнутости в себе. Как будто герои повествования разом оказались в запаянной консервной банке. […] Создавая фильмы на антирелигиозную тему, нельзя не заботиться  об особой убедительности того, что происходит на экране.

Киновед Иммануил Сосновский в книге «Кино Советской Латвии» (1976) относил этот фильм к числу наиболее удачных режиссёрских работ Марис Рудзитис. Критик Валерий Барановский в своём некрологе в журнале «Искусство кино» (№ 2, 1979) отметил, что одна из ранних работ в советской науке и кино — книга Маркулан «Зарубежный кинодетектив» (1975) имела заслуженный, по его мнению, успех. По его воспоминаниям, Янина Казимировна была «идеальным научным руководителем, прекрасным педагогом и неутомимым общественным деятелем».

Размышляя над сложнейшими проблемами современной буржуазной культуры, Я. К. [Янина Казимировна] Маркулан говорила о необходимости её комплексного историко-теоретического изучения. […] это работы советского искусствоведа, блестяще владевшего методологией марксистко-лениниского эстетического анализа.

Журнал «Звезда Востока» (1980) охарактеризовал книгу «Зарубежный кинодетектив» как «работу, которая отнюдь не посвящена специально истории, природе, проблемам жанра, но содержащая тем не менее серьёзный материал и из этой области». Там же отмечалось следующее: «Автор [Янина Маркулан] интересно и глубоко исследует природу жанра, его место в ряду других литературных жанров, его различную социальную наполненность, его „особую энергию воздействия“ на необъятный круг читателей во всём мире».
В учебном пособии «Сто книг о кино» (1995) книга Маркулан «Киномелодрама. Фильм ужасов: кино и буржуазная массовая культура» была названа «столь же серьёзным, аргументированным исследованием массовых жанров буржуазной культуры». Оценивая эту книгу, критик онлайн-журнала «Darker» (№ 4, 2016) Глеб Колондо отметил, что идея о пагубном влиянии транслируется в книге «с такой назойливой, а местами агрессивной дидактичностью», что эта позиция вызывает «раздражение и скуку».

…до середины книги ни о какой тьме нет и речи. Во второй части ужасы, но сначала, […] горькие слёзы, душные объятия и крупные планы Греты Гарбо. Причём, казалось бы, жест совершенно осмысленный — хоррор (тот же «Дракула») нередко заимствует сюжетную структуру из мелодрам. Да только здесь концепт другой: перед нами жанры, которыми страны Запада почём зря зомбируют и растлевают своё несчастное население. Значит, закатать их под асфальт сподручнее совместно: чего два раза вывозить из гаража один и тот же каток?